# Ukrainische Gegenoffensive 2023
Im Rahmen des Russisch-Ukrainischen Kriegs starteten ukrainische Streitkräfte Anfang Juni 2023 eine meist als Sommeroffensive bezeichnete Gegenoffensive gegen russische Truppen. Offensive Aktionen wurden in verschiedenen Stoßrichtungen unternommen, unter anderem in der Oblast Donezk (Osten) und in der Oblast Saporischschja (Süden) und kulminierte im Spätherbst, ohne einen Durchbruch oder signifikante Geländegewinne zu erreichen.
Die selbst gesteckten Ziele der ukrainischen Streitkräfte wurden nicht erreicht, westliche Experten hatten von vorneherein keine allzu optimistischen Erwartungen an die Offensive gehabt. Die Offensive wird von ihnen vor allem aus operativer Sicht als gescheitert betrachtet.

## Hintergrund und Ziele

Frontbereich in der Oblast Cherson

Frontbereich in der Oblast Saporischschja

Frontbereich in der Oblast Donezk

Nachdem die ukrainischen Streitkräfte im Spätsommer und Herbst 2022 im Verlauf ihrer beiden Offensiven im Raum Cherson als auch in der Region um Donezk und Charkiw bedeutende Geländegewinne erzielt hatten, stagnierte die Front zum Jahresende weitgehend; die Kämpfe konzentrierten sich in den folgenden Monaten vor allem auf die Stadt Bachmut.
Die russische Seite nutzte diesen Zeitraum zum Bau einer rund 800 km langen, aus Minenfeldern, Panzergräben, Panzersperren und Schützengräben bestehende Verteidigungslinie, um sich auf eine erwartete neuerliche ukrainische Offensive vorzubereiten. Diese Befestigungen hatte der russische General Sergei Surowikin bauen lassen, sie werden daher auch als Surowikin-Linie bezeichnet.
Ziel der Sommer- und Herbstoffensive im Jahr 2023 war ein Vorstoß der ukrainischen Streitkräfte bzw. maximale Geländegewinne bis zum Asowschen Meer. Die russisch besetzten Gebiete wären dadurch aufgeteilt worden und die zur Halbinsel Krim führenden Nachschublinien bzw. die Logistik der russischen Streitkräfte in der Ukraine gefährdet und bestenfalls unterbrochen worden.
Vor dem eigentlichen Angriff führten die ukrainischen Streitkräfte „Formierungsoperationen“ durch, um die russischen Verteidigungen in den besetzten Gebieten zu testen. Am 3. Juni erklärte Präsident Selenskyj die Bereitschaft zur Gegenoffensive.
Am 6. Juni wurde der Kachowka-Staudamm zerstört, was einem Überlaufen des Dnepr, der eine natürliche Frontlinie in der Oblast Cherson war, und damit zu Überschwemmungen im südwestlichen Frontbereich führte.

## Verlauf
Anfang Juni 2023 begann die Ukraine die Gegenoffensive, während russische Streitkräfte Cherson beschossen.
Offensive Aktionen wurden in verschiedenen Stossrichtungen unternommen, unter anderem in der Oblast Donezk (im Osten bei Bachmut) und in der Oblast Saporischschja (im südlichen Frontabschnitt).
In den ersten Tagen war die Offensive vor allem durch Angriffe mechanisierter Verbände (durch Kampf- und Schützenpanzer) geprägt.
An der Donezk-Front betrugen die Gebietsgewinne in den ersten Tagen zwischen 200 Metern und 1,1 Kilometern, zudem wurden in den nördlichen Vororten von Bachmut (in Berchiwka und Jahidne) schwere Kämpfe geführt.
Entlang des westlichen Ufers des Siwerskyj-Donez-Donbas-Kanals veranlasste ein ukrainischer Angriff die russischen Streitkräfte zum Rückzug. Südlich von Welyka Nowosilka, am westlichen Rand der Oblast Donezk, gab es weitere ukrainische Angriffsbemühungen.
An der Saporischschja-Front befreiten die ukrainischen Streitkräfte in der ersten Woche der Offensive die erste Siedlung, namens Blahodatne. Im Süden gab es Kämpfe um die Stadt Orichiw, bei denen die ukrainischen Streitkräfte zunächst Erfolge erzielten, aber später von den russischen Streitkräften zurückgedrängt wurden. Im Rajon Polohy (ebenfalls Oblast Saporischschja) nahmen sie Gebiete westlich von Nowopokrowka und südlich westlich von Lobkowe ein. Dennoch blieb der erhoffte schnelle Vorstoß der mechanisierten Kräfte aus. Anfang August 2023 erklärte der Sekretär des Nationalen Sicherheits- und Verteidigungsrats der Ukraine, Oleksij Danilow, dass der Vormarsch ukrainischer Truppen langsamer als erhofft verlaufe, weil russische Truppen die Front überaus stark vermint haben. Im Durchschnitt gebe es „drei, vier, fünf Minen pro Quadratmeter.“ Anfang Juli hatten die ukrainischen Streitkräfte deswegen ihre Taktik umgestellt, und setzten ihre Infanterie und Pioniere ein, um die Minenräumung händisch durchzuführen. Vorschläge US-amerikanischer Offiziere, Minenfelder zu umgehen, wies das ukrainische Militär zurück, da angeblich 1000 Kilometer vermintes Land nicht umgangen werden könnten.
In den ersten Juliwochen wurde der Oberbefehlshaber der im Süden der Ukraine stationierten russischen 58. Armee, Generalmajor Iwan Popow, eigenen Angaben zufolge von der russischen Militärführung um Generalstabschef Waleri Gerasimow entlassen, nachdem er diesem gegenüber „das Fehlen von Konterbatteriefeuer und Aufklärung“ an der Südfront in Saporischja bemängelt und aufgrund von hohen Verlusten dort einen Austausch von Einheiten gefordert hatte.
Stand Juli 2023 verschossen die ukrainischen Streitkräfte je nach Schätzungen zwischen 4000 und 8000 155mm Artilleriegranaten pro Tag. Im selben Monaten behauptete ein Sprecher der ukrainischen Streitkräfte, dass die russischen Streitkräfte bei Lyman und Kupjansk 900 Panzer und über 100 000 Mann konzentriert haben. Jedoch sind davon laut Experten nach Ansicht von Fachleuten etwa 20.000 Kampftruppen, der Rest sei für Logistik zuständig.
Am 4. August gelang es den ukrainischen Truppen laut der stellvertretenden ukrainischen Verteidigungsministerin Hanna Maljar, die erste russische „Verteidigungslinie“ in der Südukraine zu durchbrechen. Jedoch wiederholten sich gleiche Meldungen über den Durchbruch der ersten Verteidigungslinie in der Südukraine, bei dem Dorf Robotyne mehrere Wochen später. Die Minenräumungen zum Durchbruch der ersten russischen Verteidigungslinie sind nach Angaben eines ukrainischen Generals Nachts erfolgt. Am 6. August beschossen ukrainische Streitkräfte zwei an der Straße von Henitschesk gelegene Brücken (darunter die Tschonhar-Brücke), die eine Verbindung vom ukrainischen Festland mit der Halbinsel Krim herstellen und von russischen Streitkräften als Nachschublinie benutzt wurde. Der ukrainische Generalstab vermeldete am 10. August großflächige russische Offensivversuche bei den Städten Kupjansk, Lyman, Bachmut, Awdijiwka, Marjinka und Schachtarsk und erklärte, an den Frontabschnitten in Richtung Melitopol und Berdjansk selbst in die Offensive zu gehen. Wegen der russischen Angriffe bei Kupjansk in der Oblast Charkiw nahmen ukrainische Behörden dort die Evakuierung von 37 bis 53 Ortschaften vor (betroffen waren über 11.000 Einwohner) und die ukrainische Militärführung verlegte zusätzliche Einheiten in die Region. Am 12. August berichtete das Institute for the Study of War (ISW), dass die ukrainischen Bodentruppen in der Oblast Saporischschja ca. 10 Kilometer südlich der Stadt Orichiw „taktisch bedeutende Fortschritte“ machten. Der britischen Defence Intelligence zufolge verlegte Russland angesichts der ukrainischen Gegenoffensive russische Luftlandetruppen, die vorher in der Oblast Cherson stationiert gewesen seien, in die Oblast Saporischschja.
Von Beginn der Gegenoffensive bis Mitte September wurden nach ukrainischen Angaben 51 Quadratkilometer in der Schlacht um Bachmut und rund 262 Quadratkilometer an der Südfront zurückerobert. Am 23. September bestätigte der ISW Behauptungen der ukrainischen Streitkräfte, denen zufolge ein weiterer Durchbruch durch russische Minenfelder, bemannte Schützengräben, Anti-Panzer-Gräben und Betonsperren in der Oblast Saporischschja gelungen ist. Laut dem ISW war die durchbrochene russische Verteidigungslinie westlich des Dorfes Werbowe die am besten Befestigte in der gesamten Oblast. Brigadegeneral Oleksandr Tarnawskyj erklärte diesbezüglich, dass sich die ukrainischen Truppen pro Tag von Stellung zu Stellung zwischen 50 und 400 Meter vorkämpfen.
Nachdem die ukrainischen Streitkräfte im September 2023 das Hauptquartier der Schwarzmeerflotte in Sewastopol trafen, entschied die russische Militärführung, ihre dort liegende Schwarzmeerflotte außer Reichweite feindlicher Raketen nach Feodossija und Noworossijsk zu verlegen.
Bis Herbst 2023 wurden drei Marineinfanteriebrigaden, die zu Beginn der Gegenoffensive weitgehend erfolglos (d. h. ohne Gebietsgewinne) südlich von Welyka Nowosilka operierten, in die Oblast Cherson, ans westliche Ufer des Dnipro verlegt, von wo sie den Fluss in den russisch besetzten Teil der Oblast Cherson überquerten und sich beim Dorf Krynky festsetzen und dort einen Brückenkopf errichten konnten. Mit dem Erhalt von ATACMS-Raketen durch die USA zerstörten die ukrainischen Streitkräfte im Oktober 2023 auf Flugbasen bei Berdjansk und Luhansk 14 bis 21 feindliche Militärhelikopter. Gleichzeitig gingen die russischen Streitkräfte in der Oblast Donezk ab dem 10. Oktober zum Gegenangriff auf die Stadt Awdijiwka über. Bei dieser Schlacht handelt sich um die größte russische Heeresoffensive seit Anfang des Jahres 2023.

## Analyse
Westliche Militärexperten waren von Beginn an skeptisch hinsichtlich der ukrainischen Bodenoffensive, da ihnen die Komplexität der Lage bewusst war, auch ukrainische Offiziere und Präsident Selenski hatten vor zu hohen Erwartungen gewarnt. Das ukrainische Präsidialbüro schürte andererseits Hoffnungen auf eine Befreiung der Krim. In den Medien wurde teilweise erwartet, dass sie im Fall des Gelingens mit der kriegsentscheidenden Operation Neptune (Overlord, D-Day) im Zweiten Weltkrieg vergleichbar sein werde. Es wurde außerdem geäußert, ein Sieg in der Gegenoffensive werde von den westlichen Führern als Beweis dafür interpretiert werden, dass die westliche Militärhilfe gerechtfertigt und ein ukrainischer Sieg möglich sei. Der Erfolg der Offensive könne die strategische Position Russlands in diesem Krieg schwächen.
Am 9. Juni 2023 war unklar, wer für die Verteidigungsoperationen verantwortlich war, und es gab Spekulationen über verschiedene Kommandanten. Die Ukraine hatte bis dahin noch nicht alle ihre Reserven und westliche Ausrüstung eingesetzt. Im Juli 2023 wurde der Beginn der Offensive von Einigen als schlecht geplant und organisiert bewertet. Hervorgehoben wurde eine mangelnde Koordination und Synchronisation im Gefecht der verbundenen Waffen. So seien ukrainischen Streitkräfte nicht sofort nach eigenen Artillerieangriffen mit Bodentruppen vorgerückt, sondern ließen zu viel Zeit zwischen den Angriffen der unterschiedlichen Waffengattungen verstreichen, sodass die russischen Streitkräfte vorgewarnt wären, wo der ukrainische Vorstoß erfolgte und sich dementsprechend hätten vorbereiten können. Weil die ukrainischen Kampf- und Schützenpanzereinheiten durch Minenfelder ausgebremst und mangels ausreichender Flugabwehr schlecht vor Kamikazedrohnen und Artillerieangriffen geschützt wurden, stellte das ukrainische Militär den Versuch des Vorstoßes mit mechanisierten Kräften vorerst ein und setzte nach Angaben von Analysten im Juli und August stattdessen auf Infanterie. Deren Trainingsqualität und Ausrüstung wurde zwar von westlichen Militärexperten für sehr gut erklärt, jedoch wurde darauf verwiesen, dass viele in der Gegenoffensive eingesetzte Soldaten unerfahrene Rekruten waren und die Kommandoführung und die Zusammenarbeit unterschiedlicher Einheiten nicht Teil des Trainings war. Selenskys politische Entscheidung, das zerstörte Bachmut im Winter 2022/2023 weiter verteidigen zu lassen, statt einen Rückzug zu befehlen, wurde im Nachhinein von Militärexperten als Fehlentscheidung kritisiert, mit der Begründung, dass das ukrainische Militär während der Schlacht um Bachmut einige der erfahrensten Einheiten verlor (die dann in der ukrainischen Gegenoffensive fehlten). Hervorgehoben wurde zudem auch die zahlenmäßig deutliche Überlegenheit der russischen Infanterie, der hohe organisatorische Aufwand, mit dem das ukrainische Militär durch die Vielzahl der unterschiedlichen Waffenlieferungen konfrontiert war, sowie die Verlangsamung der Offensivoperationen, die mit dem vorläufigen Verzicht auf motorisierte Verbände einherging. Mehrere Analysten erklärten, dass die russischen Streitkräfte wegen später westlicher Waffenlieferungen, die den Beginn der ukrainischen Gegenoffensive verzögerten, genug Zeit hätten, „sich einzugraben“. Laut Nico Lange fehlte es den ukrainischen Streitkräften auch an Luftunterstützung und ausreichend Minenräumpanzern. Auch der österreichischen Militäroffizier Markus Reisner sagte, dass die von der Ukraine eingesetzten Panzer keinerlei Luftunterstützung hatten und im Juni 2023 nacheinander von russischen Kampfhubschraubern aus mittlerer Distanz (15 bis 17 Kilometer Entfernung) zerstört wurden, ohne dass diese Hubschrauber auf Gegenwehr trafen.
Im August 2023 kamen US-Geheimdienste zu der Einschätzung, dass die ukrainischen Streitkräfte die militärstrategisch wichtige Stadt Melitopol nicht einnehmen könnten, sondern von Minenfeldern und Schützengräben wenige Kilometer vor der Stadt gestoppt würden. Nach Einschätzung von US-amerikanischen Militärstrategen hat das ukrainische Militär wegen einer fehlerhaften bzw. taktisch unvorteilhaften Stationierung von Truppen Schwierigkeiten ihre Gegenoffensive durchzuführen. Laut den Militärstrategen seien die ukrainischen Streitkräfte zu weit verteilt aufgestellt. Um russische Linien zu durchstoßen, Melitopol und Berdjansk einzunehmen und damit die russische Versorgung abzuschneiden, rieten die US-Strategen der ukrainischen Militärführung, ihre Truppen entlang der Hauptfront im Süden zu konzentrieren. Insbesondere aus der Region bei Bachmut könnten ukrainische Truppen abgezogen werden, ohne in jener Region Gebietsverluste hinnehmen zu müssen. Wiederum andere Experten rieten der Ukraine, die russischen Truppen an mehreren Frontabschnitten zu binden, damit die russische Militärführung nicht genau wisse, welchen Frontabschnitt sie verstärken müsse. Ende August wurde die Artillerie beider Kriegsparteien als ausgeglichen eingeschätzt.
Anfang September, als bekanntgegeben worden war, dass ukrainische Streitkräfte die erste Verteidigungslinie durchbrochen hatten, schätzte der für die Südfront zuständige ukrainische Brigadegeneral Oleksandr Tarnawskyj in einem Interview, dass die russischen Streitkräfte 60 % ihrer Zeit und Ressourcen in den Aufbau der ersten Verteidigungslinie und nur jeweils 20 % in die zweite und dritte Linie steckten, weil die russischen Verantwortlichen angeblich nicht damit rechneten, dass die ukrainischen Streitkräfte die erste Verteidigungslinie durchbrechen. Ende September 2023 wurden die Regionen bei Robotyne, Novodonetske, Bachmut und Kupjansk von Marcus Keupp als die Umkämpftesten beschrieben. Laut Keupp versucht die Ukraine, russische Kräfte an anderen Frontabschnitten als an dem bei der Region bei Robotyne zu binden, um soweit nach Süden vordringen zu können, dass die Stadt Tokmak bzw. das dortige russische Logistikdrehkreuz in Reichweite von ukrainischer Artillerie kommt. Keupp behauptet außerdem einen durch Verschleiß verursachten Mangel an Munition und Geschützen bei russischer Artillerie zu verorten und dass weniger Geländegewinne als vielmehr der Abnutzungskampf den Kriegsverlauf beeinflussen.
Hatte der russische General Sergei Surowikin bei dem Bau der Befestigungsanlagen und Linien eine sogenannte „gestaffelte Verteidigung“ vorgesehen, bei der sich russische Truppen bei einem ukrainischen Durchbruch auf die nächste Verteidigungslinie zurückfallen ließen, entschied der russische General Waleri Gerassimow sich für eine aktive Defensivtaktik, bei der russische Truppen sich nicht ausschließlich zurückfallen lassen, sondern selbst in den Angriff gehen, um überannte bzw. verlorene Stellungen rückzuerobern. Diese Taktik konnten die russischen Truppen (Stand Ende September) größtenteils erfolgreich umsetzen. Der Analyst und Regierungs- und Militärberater Franz-Stefan Gady hob hervor, dass diese Taktik der russischen Streitkräfte „kostspielig“ für die russischen Truppen war, und mutmaßte diesbezüglich, dass „ohne die Lieferung von amerikanischer Streumunition“ die ukrainische Offensive „wahrscheinlich schon im August“ hätte gestoppt werden müssen, „weil der Munitionsverbrauch auf ukrainischer Seite deutlich höher war, als angenommen.“ Gady vermutete außerdem, dass „einige westliche Partnerländer [...] die Kampfkraft der neuen [ukrainischen] Brigaden, die innerhalb von ein paar Monaten aufgestellt und dann trainiert wurden“, überschätzten. Gady hob außerdem hervor, dass die russischen Streitkräfte auch bei Kamikazedrohnen eine größere Quantität als die Ukraine besäßen und dass sie Stand 2023 in der elektronischen Kampfführung dem ukrainischen Militär überlegen seien. Ein ukrainischer Offizier bemängelte nach Ende der ukrainischen Gegenoffensive, dass die Kommandostäbe der ukrainischen Streitkräfte aus Personen bestünden, die im Gegensatz zu von der NATO ausgebildeten ukrainischen Truppen noch einer sowjetischen Militärdoktrin folgen – was dazu geführt habe, dass es zwischen größeren Kampfverbänden bzw. zwischen den Führungsstäben keine Abstimmung bzw. Zusammenarbeit gegeben habe.